# Велика мечеть (Бурса)
Велика мечеть Бурси або Улу-Джамі (тур. Ulu Cami) — мечеть у Бурсі, Туреччина. Збудована у стилі сельджуків, вона була замовлена османським султаном Баязідом I та збудована у 1396—1399 рр. Мечеть має 20 куполів і 2 мінарети.

## Мечеть
Улу-Джамі є найбільшою мечеттю у Бурсі та пам'яткою ранньої османської архітектури, яка використовувала багато елементів сельджуцької архітектури. Замовлена султаном Баязидом I, мечеть була спроєктована та збудована архітектором Алі Неккаром у 1396—1399 рр. Але вже 1402 року її спалив Тимур. Знову відкрита мечеть була лише через 19 років. Після того мечеть зазнавала руйнувань ще 4 рази — від пожежі у 1493 та 1889 роках та від землетрусів у 1855 та 1959 роках.
Це велика прямокутна в плані будівля, площею до 5000 м², з 20 куполами, розташованими у чотири ряди по п'ять куполів, які спираються на 12 колон. За легендою, 20 куполів були збудовані замість 20 окремих мечетей, які Баязид І обіцяв збудувати за перемогу у битві за Нікополіс 1396 року. Мечеть має 2 мінарети. Після руйнувань від землетрусу 1855 року мечеть всередині та зовні була суттєво перебудована французьким архітектором Леоном Парвілле. Тоді ж дерев'яні дахи мінаретів були замінені на кам'яні.
Всередині мечеті розташований фонтан (тур. şadırvan), в якому віруючі можуть здійснювати ритуальні омовення перед молитвами; купол над фонтаном має світловий люк, що утворює м'яке розсіяне світло внизу, відіграючи важливу роль в освітленні великої будівлі.
Горизонтально просторий та слабко освітлений інтер'єр будівлі спроєктований для створення відчуття спокою та розмірковування, при цьому простір, поділений численними куполами та колонами, створює відчуття приватності. Щедро прикрашений та позолочений міхраб вважається одним з найкрасивіших у світі.
Мечеть розташована в старому центрі міста Бурса на бульварі Ататюрка.

## Ісламська каліграфія
Всередині мечеті розташовані 192 монументальні стінні написи відомих османських каліграфів того періоду. Мечеть є одним з найкращих прикладів ісламської каліграфії у світі. Крім стін, написи також присутні на колонах та дерев'яних табличках різних розмірів.

## Святині
У мечеті зберігається покривало-кісва, що покривало священний храм Кааба. Султан Селім I Грізний у 1517 році з нагоди завоювання Єгипту та Хіджазу подарував багато вишиту золотом частину кісви, що покривала вхід у храм Великій мечеті в Бурсі.

## Галерея

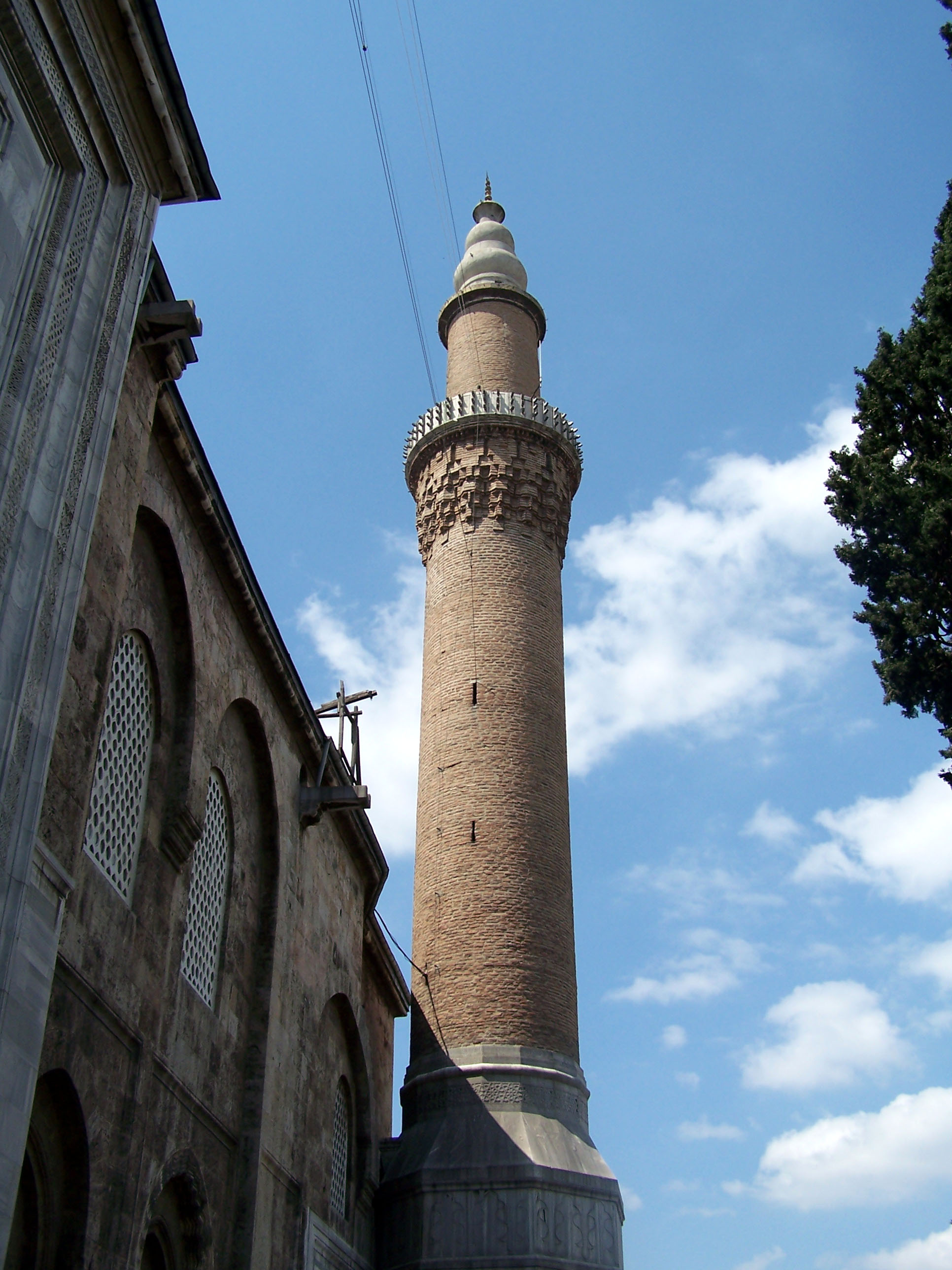
Мінарет
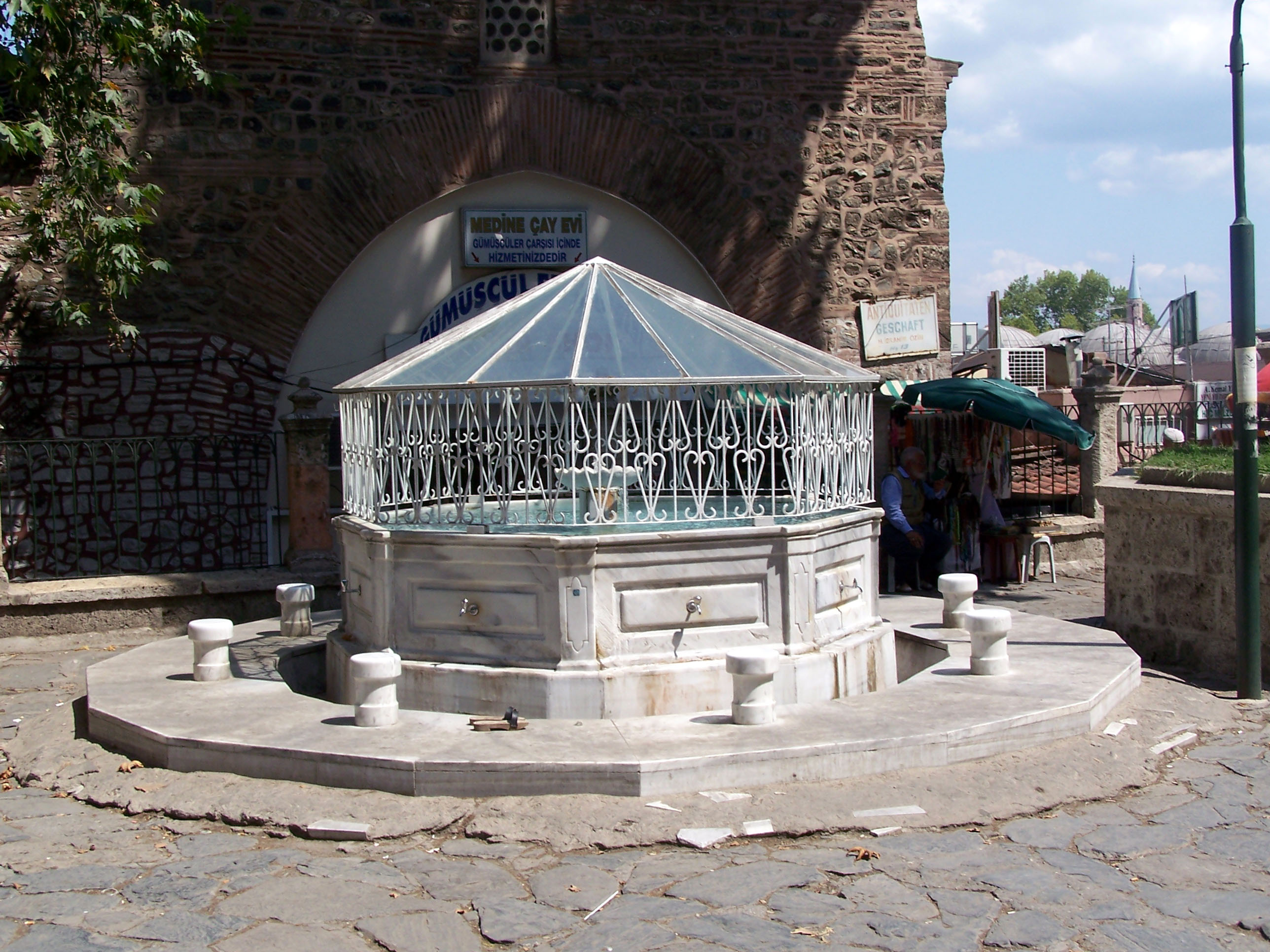
Фонтан для омовень у дворику
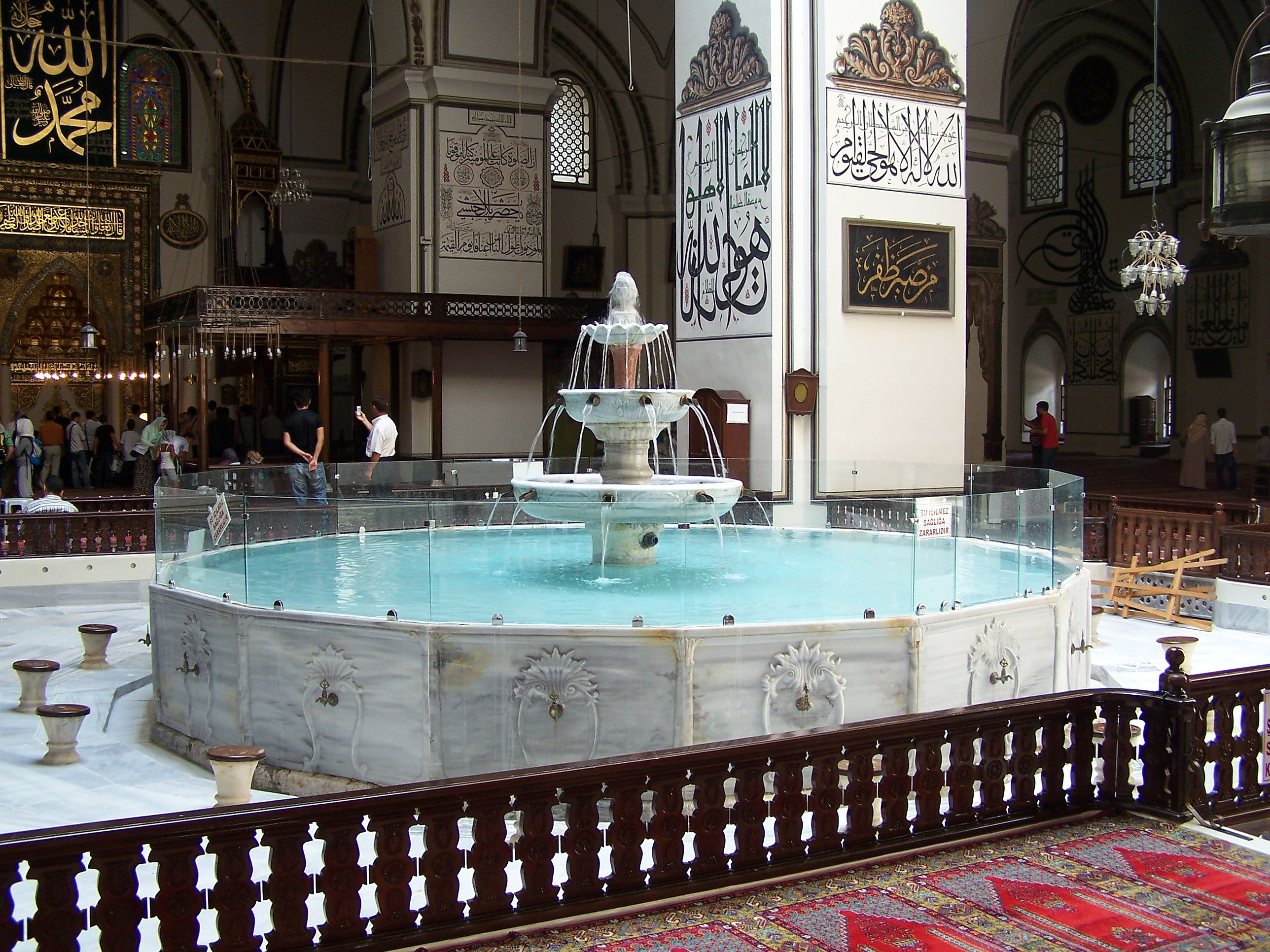
Внутрішній фонтан (şadırvan)
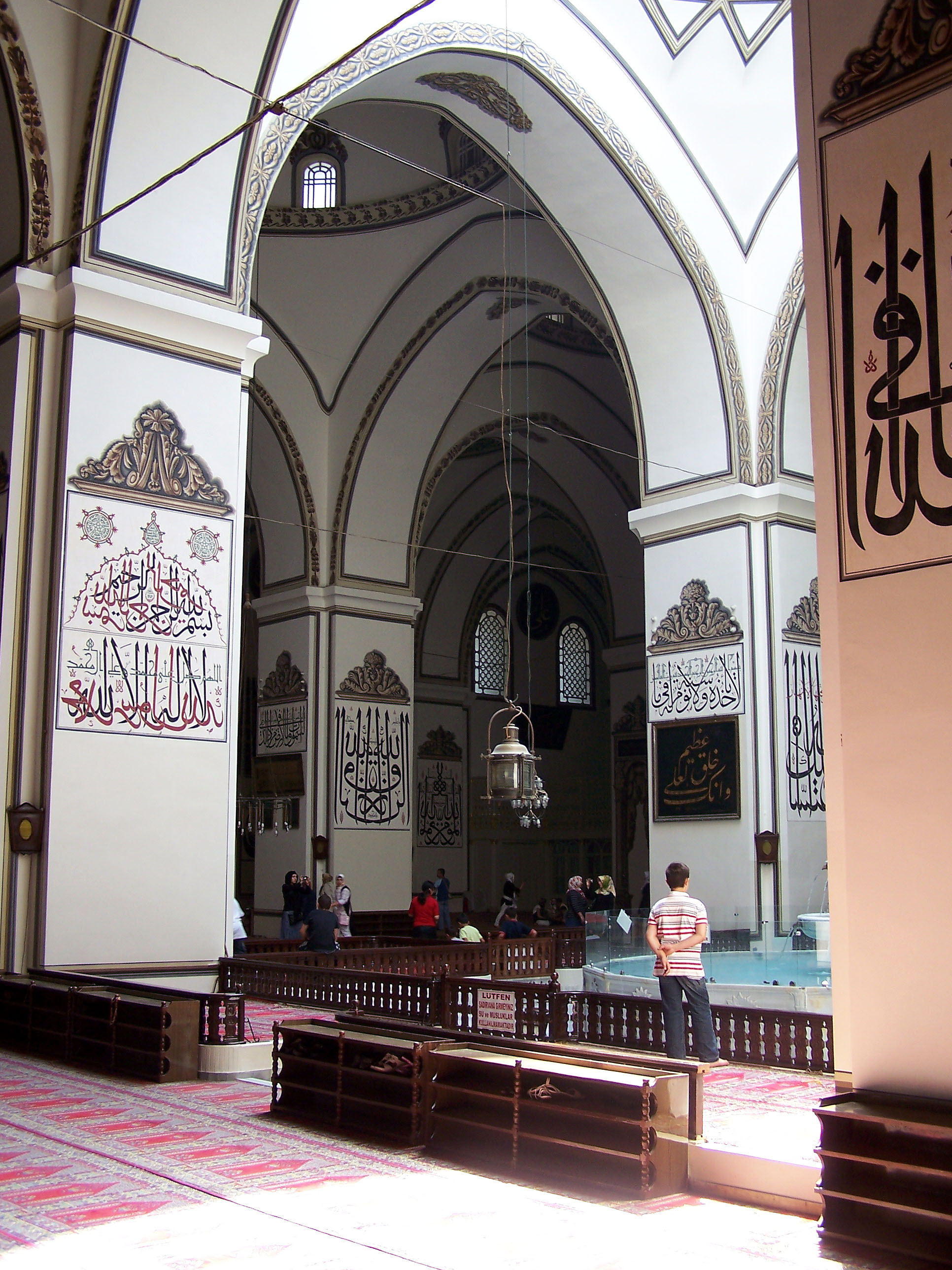
Інтер'єр
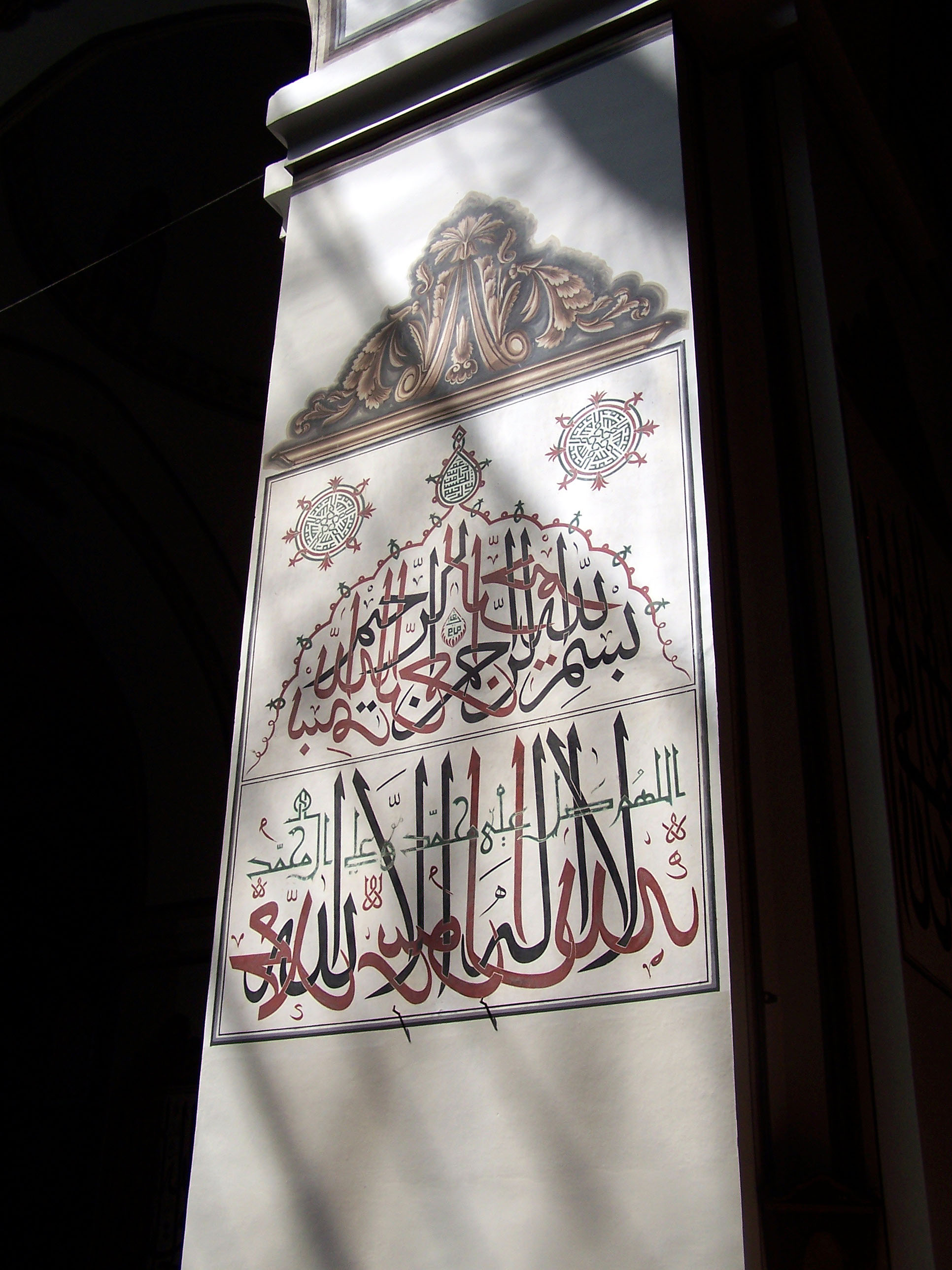
Каліграфія на стінах
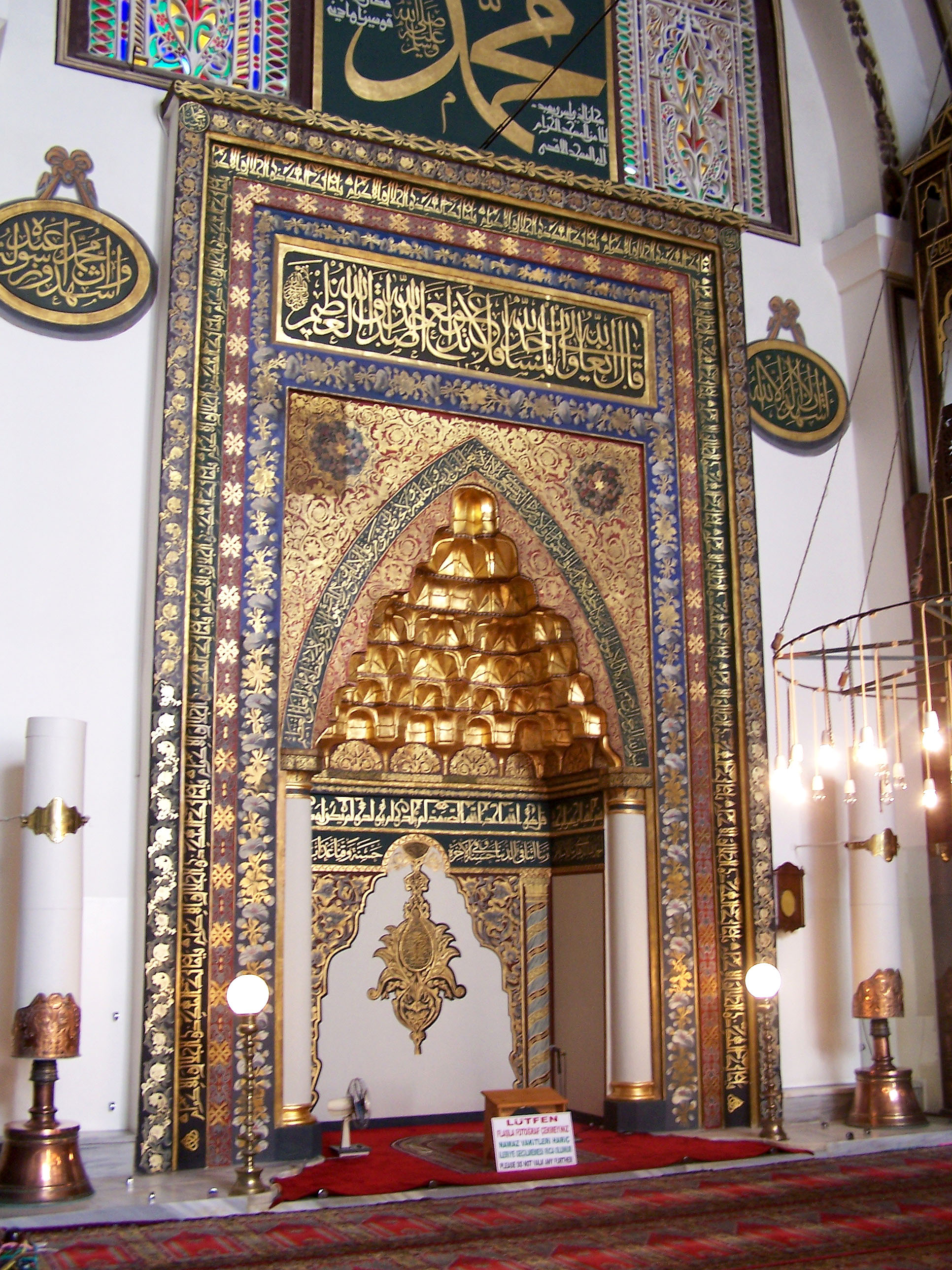
Міхраб